# Hymenocarpos lotoides
Hymenocarpos lotoides là một loài thực vật có hoa trong họ Đậu. Loài này được (L.) G. López miêu tả khoa học đầu tiên năm 1997.